# Kari Ukkonen
Pour les articles homonymes, voir Ukkonen.
Kari Ukkonen (né le 19 février 1961 à Kuopio) est un footballeur finlandais, actuellement entraîneur. 

## Biographie
Pouvant évoluer comme défenseur ou comme milieu, Kari Ukkonen est international finlandais à 59 reprises (1983-1996) pour 4 buts inscrits. Il fait partie des joueurs sélectionnés pour les JO 1980 mais il ne joue aucun match. De plus, la Finlande est éliminée au premier tour. Sa première sélection avec l’équipe première est honorée en 1983, contre la Pologne, qui se solde par un match nul (1-1). 
Il joue pour un club finlandais (KuPS), puis pour quatre clubs belges (Cercle Bruges KSV, KSC Lokeren, RSC Anderlecht et Royal Antwerp FC), sans oublier un club français (LB Châteauroux). Il est couronné du titre de « Footballeur finlandais de l’année 1983 ». Il remporte quatre Coupes de Belgique, une Jupiler League en 1991, et un titre de champion de Division 3 française.
En tant qu'entraîneur, il dirige les moins de 20 ans finlandais et participe à la Coupe du monde de football des moins de 20 ans 2001, mais son équipe est éliminée au premier tour. Il entraîne également le Turun Palloseura.

## Clubs

### En tant que joueur
- 1979-1982 :  KuPS
- 1982-1986 :  Cercle Bruges KSV
- 1986-1987 :  KSC Lokeren
- 1987-1991 :  RSC Anderlecht
- 1991-1993 :  Royal Antwerp FC
- 1993-1996 :  LB Châteauroux

### En tant qu’entraîneur
- Finlande des moins de 20 ans
- Turun Palloseura

## Palmarès
- Championnat de Finlande de football
  - Vice-champion en 1979

- Coupe de Belgique de football

- - Vainqueur en 1985, en 1988, en 1989 et en 1992
  - Finaliste en 1986

- Championnat de Belgique de football
  - Champion en 1991
  - Vice-champion en 1989 et en 1990

- Championnat de France de football D3
  - Champion en 1994

- Footballeur finlandais de l’année
  - Récompensé en 1983